# 로이 로버츠

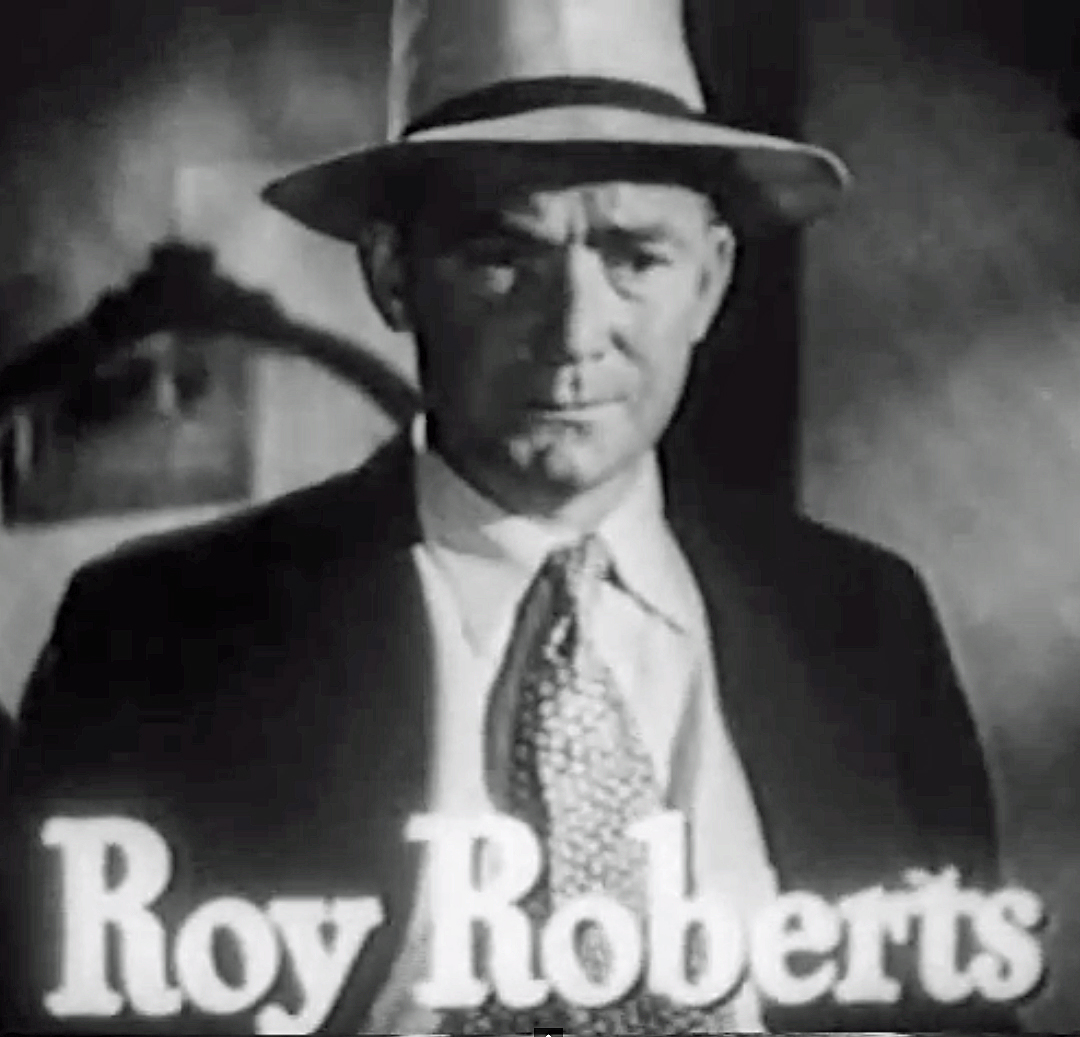

로이 로버츠(Roy Roberts, 1906년 3월 19일 ~ 1975년 5월 28일)는 미국의 배우이다.
로스앤젤레스에서 사망하였다. 사인은 심근 경색이다. 텍사스주에 매장되었다.

## 출연 작품
- 세계에서 가장 힘센 남자 (1975년)
- 아웃핏 (1974년)
- 호텔 (1967년)
- 도즈 캘로웨이스 (1965년)
- 아윌 테이크 스웨덴 (1965년)
- 매드 매드 대소동 (1963년)
- 더 채프먼 리포트 (1962)
- 키드 갈라드 (1962년)
- 스트레인저 온 호스백 (1955년)
- 밀랍의 집 (1953년)
- 더 시마론 키드 (1952년)
- 스타 앤 스트립 포에버 (1952년)
- 스커트 어호이 (1952년)
- 빅 트리 (1952년)
- 마이 페이버릿 스파이 (1951년)
- 키스 포 코리스 (1949년)
- 위험한 관계 (1949년)
- 히 워키드 바이 나이트 (1948년)
- 노 마이너 바이스 (1948년)
- 포스 오브 이블 (1948년)
- 악몽의 골목 (1947년)
- 데이지 케년 (1947년)
- 쇼킹 미스 필그림 (1947년)
- 폭스 오브 해로우 (1947년)
- 페드로 선장의 모험 (1947년)
- 황야의 결투 (1946년)
- 벨 포 아다노 (1945년)
- 과달카날 다이어리 (1943년)

### 텔레비전
- 스튜디오 원 (1948년)
- 비버리 힐빌리즈 (1962년)
- 보난자 (1959년)
- 페리 메이슨 (1957년)
- 딜론 보안관 (1955년)
- 아내는 요술쟁이 (1964년)